# Rizzi-Papier
Rizzi-Papier ist der Name von Buntpapieren, die etwa ab 1904 von Giuseppe Rizzi in Varese nach älteren italienischen Vorbildern angefertigt und europaweit vertrieben wurden.
Es handelt sich um Modeldruckpapiere. Der Buntdruck war auf einem kräftigen, cremefarbenem, stark geglätteten Papier, das ein Format von 40 × 50 cm hatte, erfolgt. Das Papier wurde in 4 Preisstufen angeboten: einfarbige Bogen kosteten 20 Centesimi, zweifarbige sowie drei- und mehrfarbige Muster 35 und 50 Centesimi.
Über 200 originale Blätter sowie Werbematerialien der Rizzi-Papiere werden im Deutschen Buch- und Schriftmuseum der  Deutschen Nationalbibliothek in Leipzig aufbewahrt. Gleichartige Werbematerialien befinden sich im Museum Europäischer Kulturen.  Giuseppe Rizzi verweist darin auf die Sammlung alter Modeln des Grafen Remondini von Bassano Veneto, die sich im Besitz einige Damen aus der besten Gesellschaft Mailands und Roms befinden und ihm zum Nachdruck dienen. Die Rolle des Industriellen Andrea Ponti jr. und seiner Töchter Maria und Antonia ist 2020 von Carla Tocchetti dokumentiert worden. In den USA wurden die Papiere über „The Japan Paper Company“ in New York City vertrieben.

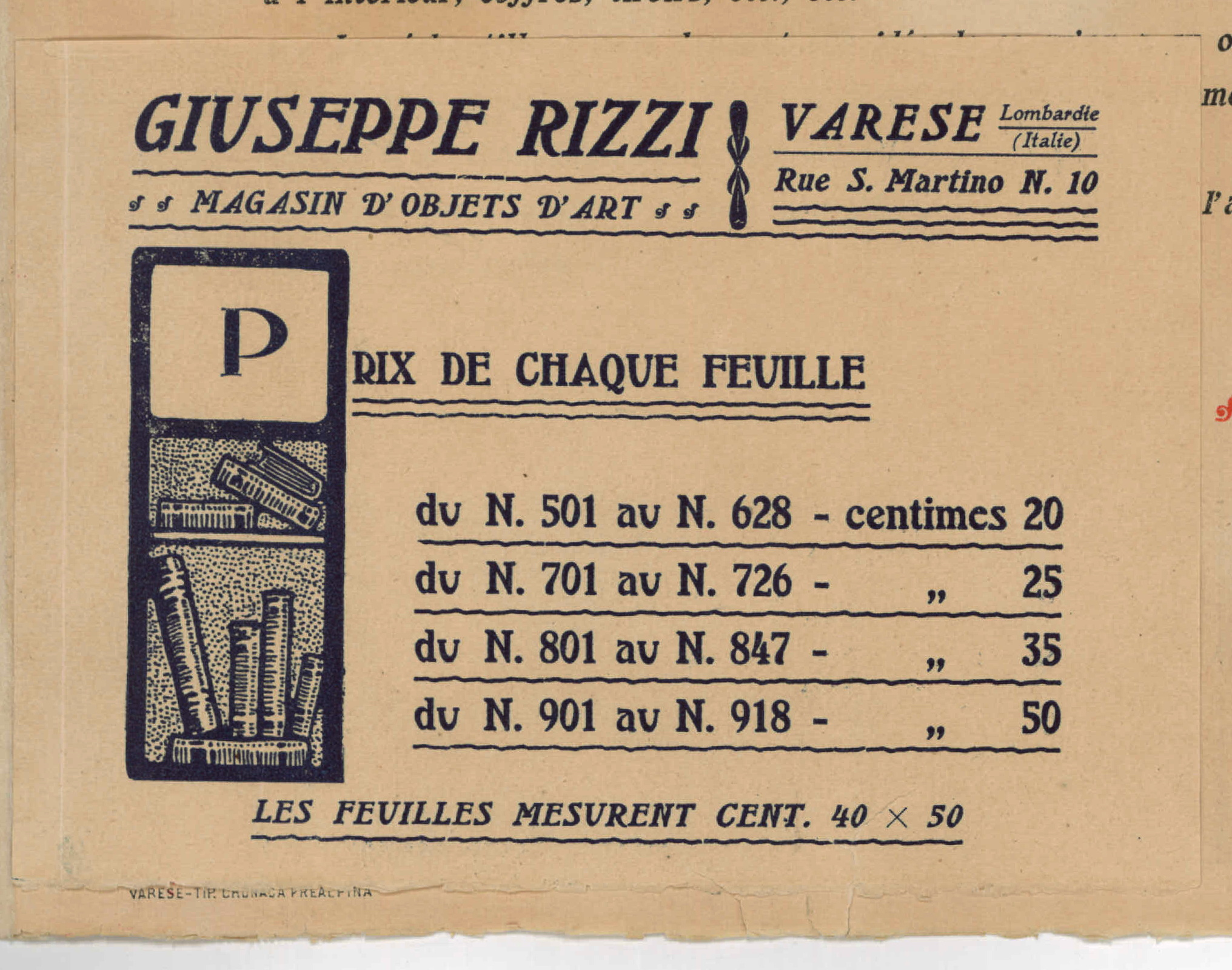
Preisliste Giuseppe Rizzi, Magasin d'Objets d'Art, Varese, 1904 für Modeldruckpapiere („Rizzi-Papiere“)
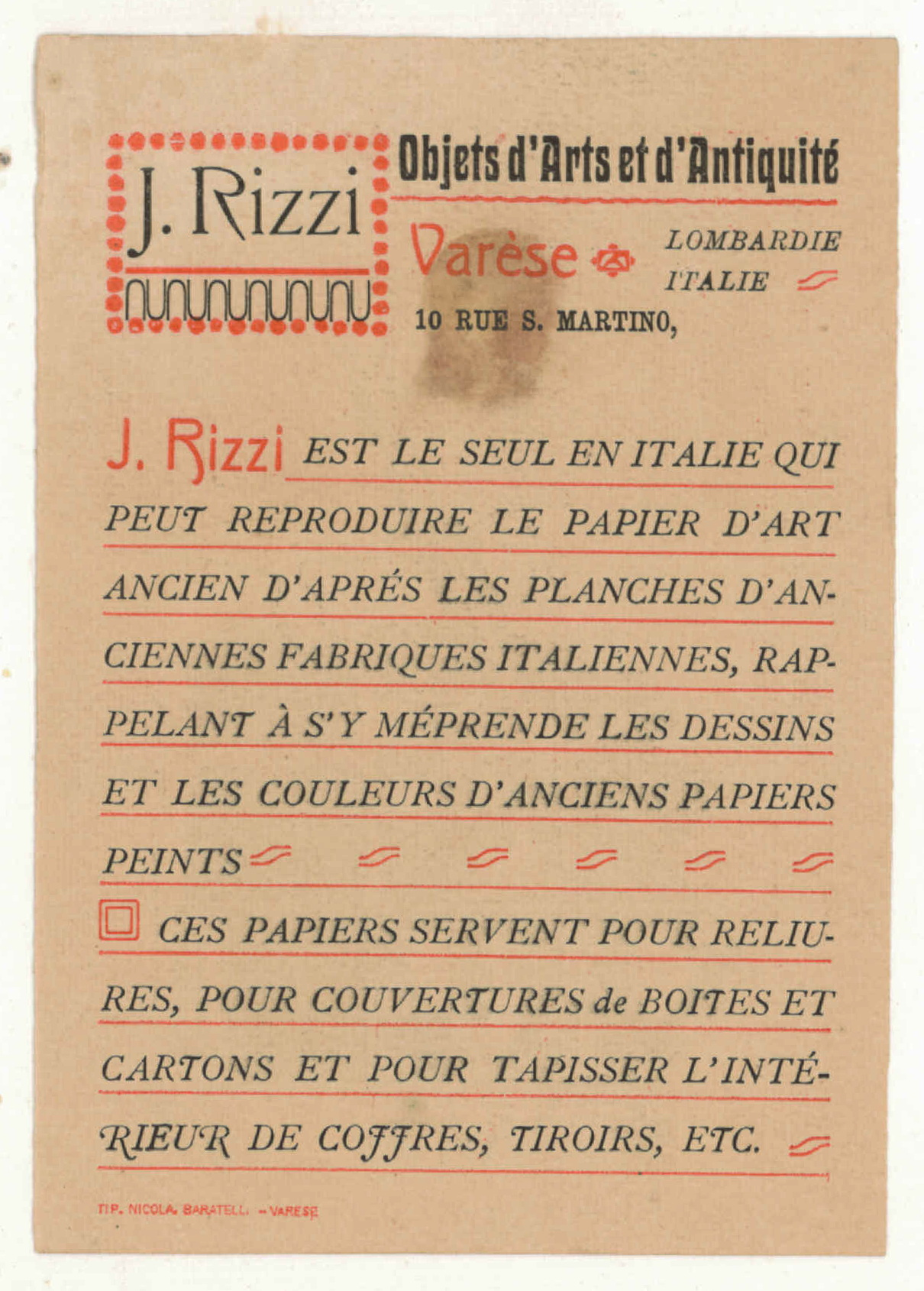
Werbekarte Giuseppe Rizzi, Objets d'Art et d'Antiquité, Varese, Lombardie (Italie) 1904
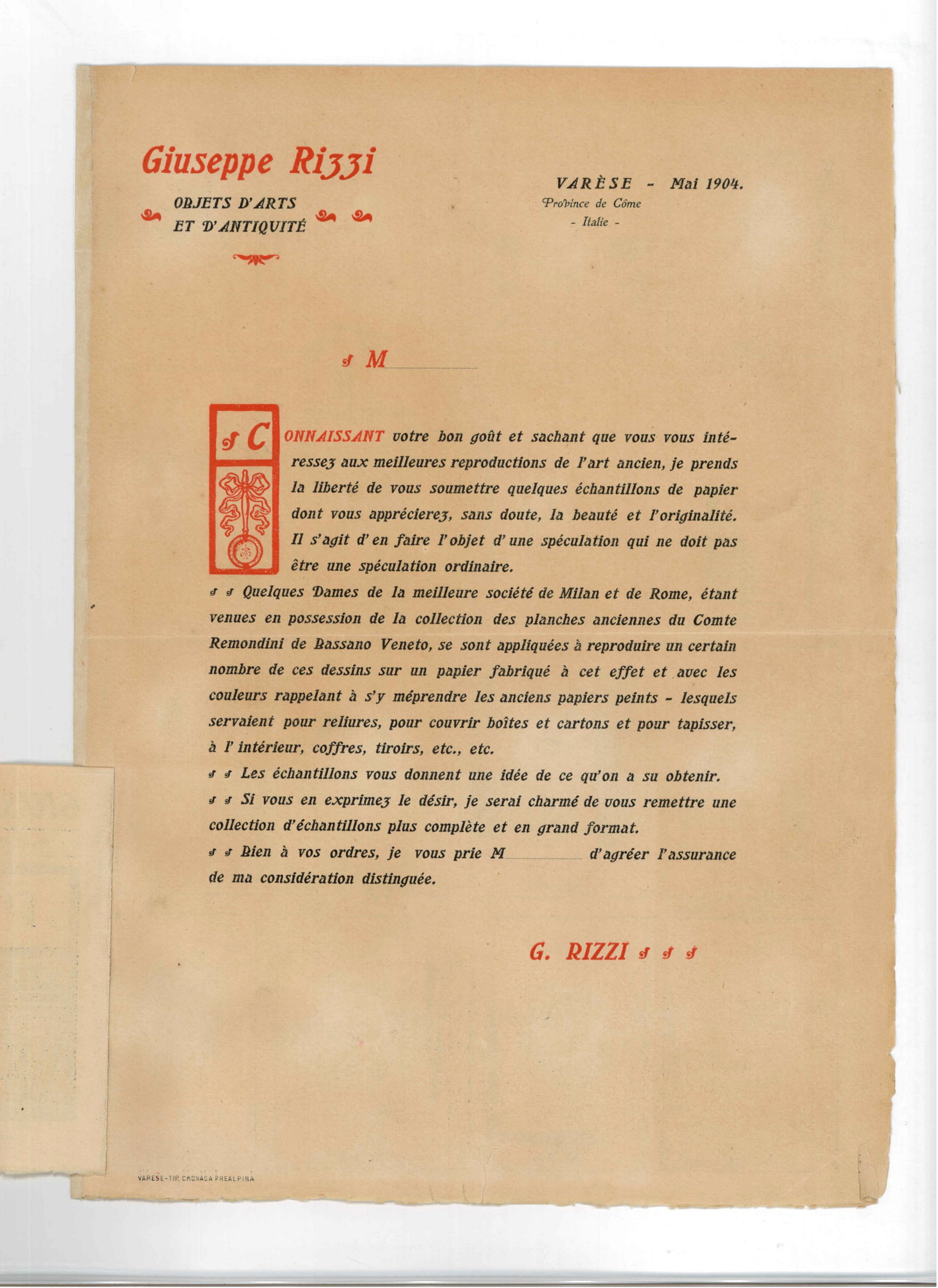
Werbeschreiben von Giuseppe Rizzi, Objets d'Art et d'Antiquité, Varese, Mai 1904

Die Muster des Rizzi-Papiers wurden unter anderem von Anton Kippenberg für die Ausstattung der ersten Bände der von ihm 1912 begründeten Insel-Bücherei verwendet, wobei die Größe des Musters zur besseren Ausnutzung der Druckbogen und aus wirtschaftlichen Gründen reduziert wurde. Patrick Fox hob die Qualität dieser Reproduktionen hervor und stellte die Frage, ob Rizzi über diesen Vorgang informiert war oder ob es sich um einen Fall von Piraterie handelte.

Auswahl aus in der Insel-Bücherei verwendeten Mustern
Muster 1 (IB 1, Rilke)
Muster 2
Muster 3
Muster 4